# Muhacir

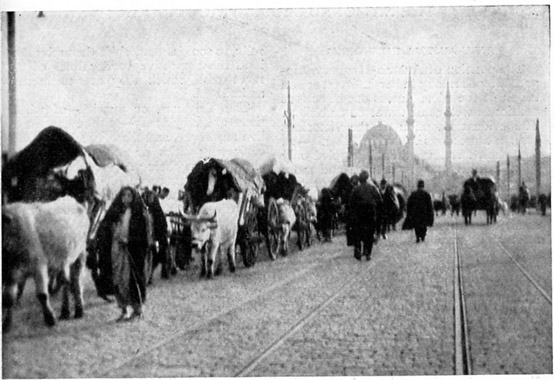
Muhacir arrivano a Costantinopoli (Istanbul), Impero ottomano, nel 1912.

I muhacir o muhajir (in arabo مهاجر‎? , traslitterato muhājir, lett. "migrante") sono i circa 10 milioni di cittadini musulmani ottomani e i loro discendenti nati dopo l'inizio della dissoluzione dell'Impero ottomano (tra cui turchi, albanesi, bosgnacchi, greci, circassi, tatari di Crimea, pomacchi e serbi) che emigrarono in Tracia e in Anatolia dalla fine del XVIII secolo fino alla fine del XX secolo, per sfuggire alla pulizia etnica e alla persecuzione in corso. Il genocidio circasso determinò la perdita del 90 -95% dei nativi del regione sottoposta a pulizia etnica che furono deportati in Anatolia nelle loro terre d'origine. Oggi, tra un terzo e un quarto della popolazione turca ha antenati dei muhacir.
Circa 5-7 milioni di migranti musulmani dai Balcani (dalla Bulgaria 1,15 milioni-1,5 milioni; dalla Grecia 1,2 milioni; dalla Romania 400.000; dalla Jugoslavia (800.000), dalla Russia (500.000), dal Caucaso (900.000 di cui 2/3 rimasti il resto in Siria, Giordania e Cipro) e dalla Siria (500.000 principalmente a causa della guerra civile siriana) sono arrivati nell'Anatolia ottomana e nell'odierna Turchia dal 1783 al 2016, di cui 4 milioni nel 1924, 1,3 milioni dopo il 1934 e il 1945 e oltre di 1,2 milioni prima dello scoppio della guerra civile siriana. 170.000 musulmani furono espulsi dalla parte dell'Ungheria presa dagli austriaci dai turchi nel 1699.
L'afflusso migratorio durante la fine del XIX secolo e l'inizio del XX secolo fu dovuto alla perdita di quasi tutto il territorio ottomano durante la guerra balcanica del 1912-13 e la prima guerra mondiale. Questi muhacir, o rifugiati, vedevano l'Impero ottomano, e successivamente la Repubblica di Turchia, come una "patria" protettiva. Molti dei muhacir fuggirono in Anatolia a causa della diffusa persecuzione dei musulmani ottomani avvenuta durante gli ultimi anni dell'Impero ottomano.
Successivamente, con l'istituzione della Repubblica di Turchia nel 1923, un grande afflusso di turchi, oltre ad altri musulmani, dai Balcani, dal Mar Nero, dal Caucaso, dalle isole dell'Egeo, dall'isola di Cipro, dal Sangiaccato di Alessandretta (İskenderun), dal Medio Oriente e dall'Unione Sovietica continuarono ad arrivare nella regione, la maggior parte dei quali si stabilì nell'Anatolia urbana nord-occidentale. Nel 1923 più di mezzo milione di musulmani etnici di varie nazionalità arrivarono dalla Grecia come parte dello scambio di popolazione tra Grecia e Turchia (lo scambio di popolazione non era basato sull'etnia ma sull'appartenenza religiosa). Dopo il 1925, la Turchia continuò ad accettare musulmani di lingua turca come immigrati e non scoraggiò l'emigrazione di membri di minoranze non turche. Più del 90 per cento di tutti gli immigrati arrivava dai paesi balcanici. Dal 1934 al 1945 arrivarono in Turchia 229.870 rifugiati e immigrati. Tra il 1935 e il 1940, ad esempio, circa 124.000 bulgari e rumeni di origine turca emigrarono in Turchia e tra il 1954 e il 1956 circa 35.000 slavi musulmani emigrarono dalla Jugoslavia. Nei cinquantacinque anni terminati nel 1980, la Turchia ammesse circa 1,3 milioni di immigrati; Il 36 percento proveniva dalla Bulgaria, il 25 percento dalla Grecia, 22,1 per cento dalla Jugoslavia e 8,9 per cento dalla Romania. Questi immigrati balcanici, così come un numero minore di immigrati turchi da Cipro e dall'Unione Sovietica, ottennero la piena cittadinanza al loro arrivo in Turchia. Gli immigrati si stabilirono principalmente nelle regioni di Marmara e dell'Egeo (78%) e nell'Anatolia centrale (11,7%).
Dagli anni '30 al 2016 la migrazione ha aggiunto due milioni di musulmani in Turchia. La maggior parte di questi immigrati erano i turchi balcanici che hanno subito vessazioni e discriminazioni nei loro paesi d'origine. Nuove ondate di turchi e altri musulmani espulsi dalla Bulgaria e dalla Jugoslavia tra il 1951 e il 1953 furono seguite in Turchia da un altro esodo dalla Bulgaria nel 1983-89, portando il totale degli immigrati a quasi dieci milioni di persone.
Più recentemente, i turchi mescheti sono emigrati in Turchia dagli Stati dell'ex Unione Sovietica (in particolare in Ucraina - dopo l'annessione della Crimea da parte della Federazione Russa nel 2014), e molti turcomanni iracheni e siriani si sono rifugiati in Turchia a causa della guerra in Iraq (2003-2011) e della guerra civile siriana (dal 2011).

## Algeria
Inizialmente, la prima ondata migratoria avvenne nel 1830 quando molti turchi algerini furono costretti a lasciare la regione una volta che i francesi presero il controllo dell'Algeria; circa 10.000 turchi furono spediti a Izmir, in Turchia, mentre molti altri emigrarono anche in Palestina, Siria, Arabia ed Egitto.

## Bulgaria
| Anni      | Numero    |
| --------- | --------- |
| 1878-1912 | 350.000   |
| 1923-33   | 101.507   |
| 1934-39   | 97,181    |
| 1940-49   | 21.353    |
| 1950-51   | 154.198   |
| 1952-68   | 24        |
| 1969-78   | 114,356   |
| 1979-88   | 0         |
| 1989-92   | 321.800   |
| Totale    | 1.160.614 |

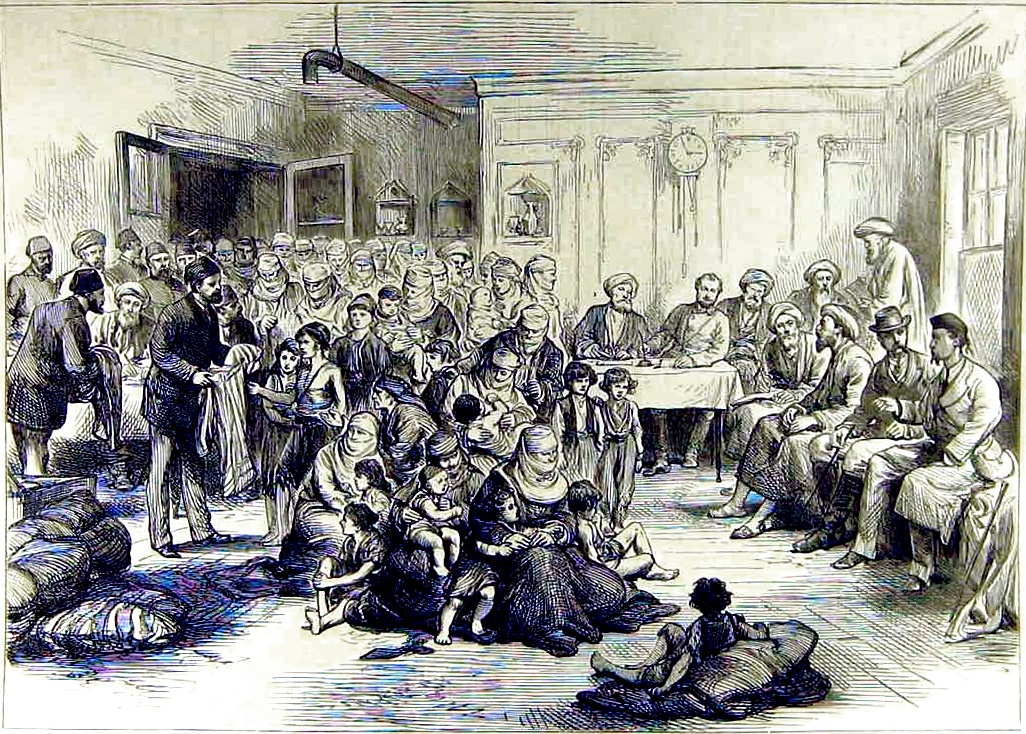
Distribuzione di indumenti ai rifugiati turchi a Shumla, 1877.

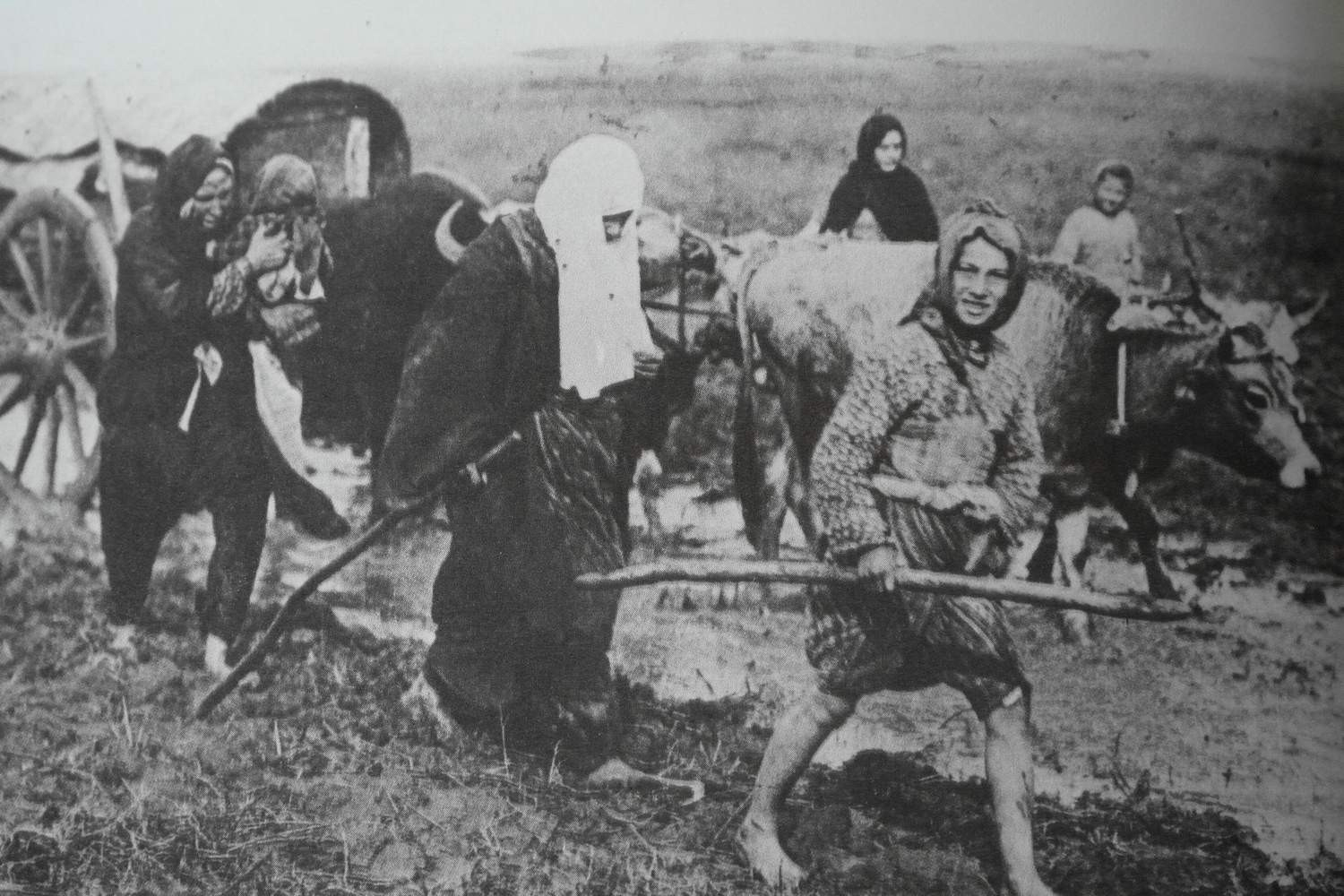
Immigrati turchi dalla Bulgaria arrivano in Anatolia nel 1912.

La prima ondata di immigrati dalla Bulgaria si verificò durante la guerra russo-turca (1828-1829) quando circa 30.000 turchi bulgari arrivarono in Turchia. La seconda ondata di circa 750.000 emigranti lasciò la Bulgaria durante la guerra russo-turca del 1877-78, ma circa un quarto di loro morì durante il viaggio. Più di 200.000 del resto sono rimasti all'interno degli attuali confini della Turchia, mentre gli altri sono stati inviati in altre parti dell'Impero ottomano. Le conseguenze della guerra portarono a un'importante ristrutturazione demografica della composizione etnica e religiosa della Bulgaria. Come risultato di queste migrazioni, la percentuale di turchi in Bulgaria si ridusse da più di un terzo della popolazione subito dopo la guerra russo-turca al 14,2% nel 1900. Un numero considerevole di turchi continuò ad emigrare in Turchia durante e dopo le guerre balcaniche e la prima guerra mondiale, in conformità con gli accordi di scambio obbligatorio di popolazione tra Grecia, Bulgaria e Turchia. Nel 1934 la popolazione turca scese al 9,7% della popolazione totale della Bulgaria e continuò a diminuire nei decenni successivi.
Il dominio comunista dopo la seconda guerra mondiale pose fine alla maggior parte dell'emigrazione dalla Bulgaria, ma nei primi anni '50 e alla fine degli anni '60 furono negoziati ulteriori accordi bilaterali per regolare il deflusso dei turchi bulgari. La pesante tassazione, la nazionalizzazione delle scuole private delle minoranze e le misure contro la cultura turca in nome della modernizzazione della Bulgaria, crearono una forte pressione per l'emigrazione della minoranza turca e, quando le restrizioni all'uscita furono allentate nel 1950, molti turchi etnici fecero domanda per partire. Nell'agosto 1950 il governo bulgaro annunciò che 250.000 turchi etnici avevano presentato domanda di emigrazione e fece pressioni sulla Turchia affinché li accettasse entro tre mesi. Tuttavia, le autorità turche dichiararono che il Paese non poteva accettare questi numeri in così poco tempo e l'anno seguente chiuse le frontiere. In quella che fu l'equivalente di un'espulsione, la pressione sui turchi di andarsene continuò e alla fine del 1951 circa 155.000 turchi lasciarono la Bulgaria. La maggior parte aveva abbandonato la propria proprietà o l'aveva venduta a un valore ben al di sotto del suo valore; la maggior parte di questi emigranti si stabilì con successo principalmente nelle regioni di Marmara e dell'Egeo, aiutati dalla distribuzione della terra e dalla fornitura di alloggi. Nel 1968 fu raggiunto un altro accordo tra i due paesi, che consentì la partenza dei parenti di coloro che erano partiti fino al 1951 per unirsi alle loro famiglie divise, e altre 115.000 persone lasciarono la Bulgaria per la Turchia tra il 1968-78.
L'ultima ondata di emigrazione turca iniziò con l'esodo di massa del 1989, noto come la “grande escursione”, quando i turchi bulgari fuggirono in Turchia per sfuggire a una campagna di assimilazione forzata. Ciò segnò un drammatico culmine di anni di tensione tra la comunità turca, che si intensificò con la campagna di assimilazione del governo bulgaro nell'inverno del 1985 che tentò di far cambiare nome ai turchi etnici in nomi slavi bulgari. La campagna iniziò con il divieto di indossare abiti tradizionali turchi e di parlare la lingua turca nei luoghi pubblici, seguita dalla campagna forzata per il cambio di nome. Nel maggio 1989, le autorità bulgare iniziarono ad espellere i turchi; quando gli sforzi del governo turco per negoziare con la Bulgaria per una migrazione ordinata fallirono, la Turchia aprì i suoi confini alla Bulgaria il 2 giugno 1989. Tuttavia, il 21 agosto 1989, la Turchia reintrodusse l'obbligo del visto di immigrazione per i turchi bulgari. Si stima che circa 360.000 turchi siano partiti per la Turchia, sebbene più di un terzo sia successivamente tornato in Bulgaria una volta revocato il divieto sui nomi turchi nel dicembre 1989. Tuttavia, una volta caduto il regime comunista bulgaro, ai cittadini bulgari venne concessa nuovamente la libertà di viaggio, e circa 218.000 bulgari lasciarono il paese per la Turchia. La successiva ondata emigratoria fu provocata dalle condizioni economiche in continuo deterioramento; inoltre, le prime elezioni democratiche del 1990 vinte dal ribattezzato partito comunista portarono ancora una volta circa 88.000 persone a lasciare il paese, la maggior parte dei quali erano turchi bulgari. Nel 1992, l'emigrazione in Turchia riprese a un ritmo maggiore. Tuttavia, questa volta erano spinti da ragioni economiche poiché il declino economico del paese colpì soprattutto le regioni etnicamente miste. I turchi bulgari rimasero senza sussidi statali o altre forme di assistenza statale e sperimentarono una profonda recessione. Secondo il censimento del 1992, circa 344.849 bulgari di origine turca erano emigrati in Turchia tra il 1989 e il 1992, il che ha provocato un significativo declino demografico nella Bulgaria meridionale.

## Caucaso
Gli eventi del genocidio circasso, vale a dire la pulizia etnica, l'uccisione, la migrazione forzata e l'espulsione della maggior parte dei circassi dalla loro patria storica nel Caucaso, provocò la morte di circa almeno 600.000 nativi caucasici fino a 1.500.000 morti e la riuscita migrazione dei restanti 900.000 - 1.500.000 caucasici emigrati in Anatolia a causa degli attacchi russi intermittenti dal 1768 al 1917; ne rimasero circa due terzi, e il resto fu mandato ad Amman, Damasco, Aleppo e Cipro. Oggi ci sono fino a 7.000.000 persone di discendenza circassa che vivono in Turchia presumibilmente maggiori con discendenza circassa poiché è stato difficile distinguere tra i gruppi etnici in Turchia.

## Crimea
Dal 1771 fino all'inizio del XIX secolo arrivarono in Anatolia circa 500.000 tatari di Crimea.
I funzionari russi postulavano solitamente un'identità religiosa condivisa tra turchi e tatari come la principale forza trainante dietro le migrazioni tartare. Pensarono che i tatari musulmani non avrebbero voluto vivere nella Russia ortodossa che aveva annesso la Crimea in base al Trattato di Jassy del 1792. Con questo trattato iniziò un esodo di massa dei tatari Nogai verso l'Impero ottomano.
Prima dell'annessione, la nobiltà tatara (mizra) non poteva rendere i contadini una classe servile, un fatto che aveva permesso ai contadini tatari una relativa libertà rispetto ad altre parti dell'Europa orientale, ai quali era consentito l'uso di tutti i "selvaggi e incolti" terreni da coltivare. Sotto le regole delle "terre selvagge" la Crimea aveva ampliato le sue terre agricole poiché gli agricoltori coltivavano le terre precedentemente incolte. Molti aspetti della proprietà terrirera e il rapporto tra i mizra e i contadini erano governati dalla legge islamica. Dopo l'annessione molte delle terre comunali dei tartari di Crimea furono confiscate dai russi. Le migrazioni nell'Impero ottomano iniziarono quando le loro speranze della vittoria ottomana furono deluse alla fine della guerra russo-turca del 1787-1792.

## Cipro

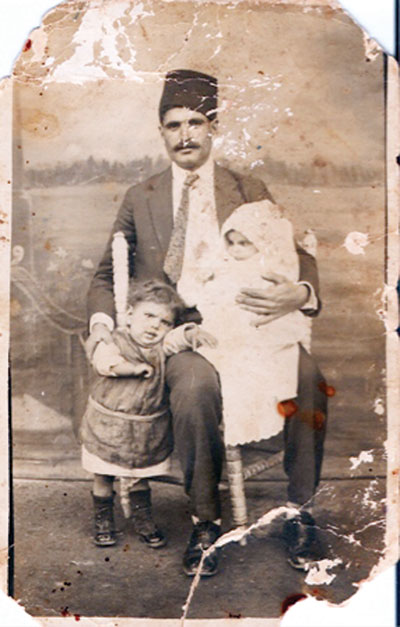
Una famiglia turco-cipriota emigrata in Turchia nel 1935.

La prima ondata di immigrazione da Cipro avvenne nel 1878 quando gli ottomani furono obbligati ad affittare l'isola alla Gran Bretagna; a quel tempo, 15.000 turco-ciprioti su trasferirono in Anatolia. Il flusso emigratorio turco-cipriota in Turchia continuò all'indomani della prima guerra mondiale e raggiunse la massima velocità a metà degli anni '20 e continuò, a velocità fluttuanti, durante la seconda guerra mondiale. La migrazione turco-cipriota è continuata dal conflitto di Cipro.
I motivi economici giocarono un ruolo importante nell'ondata migratoria turco-cipriota poiché le condizioni per i poveri a Cipro durante gli anni '20 erano particolarmente dure. L'entusiasmo di emigrare in Turchia era gonfiato dall'euforia che salutava la nascita della neonata Repubblica di Turchia e in seguito dalle promesse di assistenza ai turchi emigrati. Una decisione presa dal governo turco alla fine del 1925, ad esempio, notava che i turchi di Cipro avevano, in base al Trattato di Losanna, il diritto di emigrare nella repubblica, e quindi alle famiglie che emigravano in tal modo sarebbe stato concesso una casa e un terreno sufficiente. Il numero preciso di coloro che emigrarono in Turchia è una questione che risulta sconosciuta. La stampa in Turchia riportava a metà del 1927 che di coloro che avevano optato per la nazionalità turca, 5.000-6.000 erano turco-ciprioti che si erano già stabiliti in Turchia. Tuttavia, molti turco-ciprioti erano già emigrati prima ancora che entrassero in vigore i diritti loro accordati dal Trattato di Losanna.
Nel 2001 il Ministero degli Affari Esteri della TRNC ha stimato che 500.000 turco-ciprioti vivevano in Turchia.

## Grecia

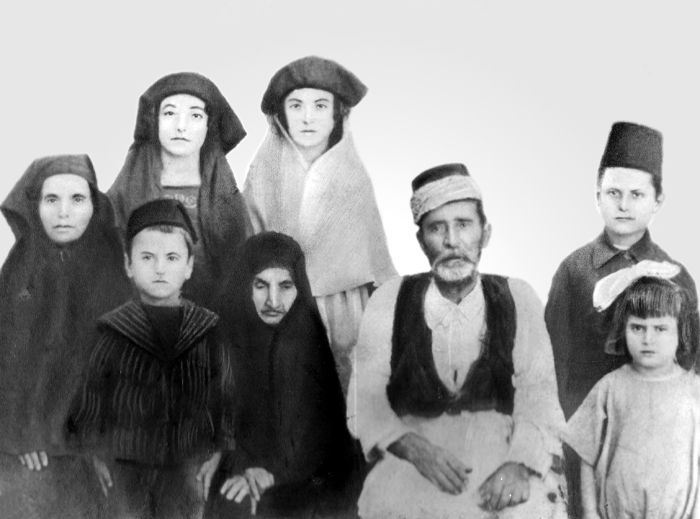
Una famiglia turca di Creta si stabilì a Smirne (Izmir), 1923.

L'immigrazione dei turchi dalla Grecia iniziò nei primi anni del 1820 con l'istituzione di una Grecia indipendente nel 1829. Alla fine della prima guerra mondiale circa 800.000 turchi erano emigrati in Turchia dalla Grecia. Pertanto, in conformità con il Trattato di Losanna del 1923, in base alla Convenzione del 1923, Grecia e Turchia concordarono lo scambio obbligatorio di popolazioni etniche. Il termine "Mübadil" è stato usato per riferirsi specificamente a questa migrazione. Tra 350.000 e 500.000 "turchi" musulmani emigrarono dalla Grecia in Turchia e circa 1,3 milioni di "greci" cristiani ortodossi dalla Turchia si trasferirono in Grecia. "Greco" e "Turco" erano definiti dalla religione piuttosto che dal punto di vista linguistico o culturale. Ai sensi dell'articolo 1 della Convenzione «... Avrà luogo uno scambio obbligatorio di cittadini turchi di religione greco-ortodossa stabiliti in territorio turco e di cittadini greci di religione musulmana stabiliti in territorio greco. Queste persone non potranno tornare a vivere in Turchia o in Grecia senza l'autorizzazione del governo turco o del governo greco».
Un articolo pubblicato su The Times il 5 dicembre 1923 affermava che:
Le uniche esclusioni dal trasferimento forzato furono i greci che vivevano a Costantinopoli (Istanbul) e i turchi della Tracia occidentale. I rimanenti turchi che vivevano in Grecia emigrarono da allora in modo continuativo in Turchia, attraverso un processo che era facilitato dall'articolo 19 della legge sulla nazionalità greca che lo stato greco usava per negare il rientro dei turchi che lasciavano il paese, anche per periodi temporanei, privandoli così della cittadinanza. Dal 1923, tra 300.000 e 400.000 turchi della Tracia occidentale lasciarono la regione e la maggior parte di essi andò in Turchia.

## Romania

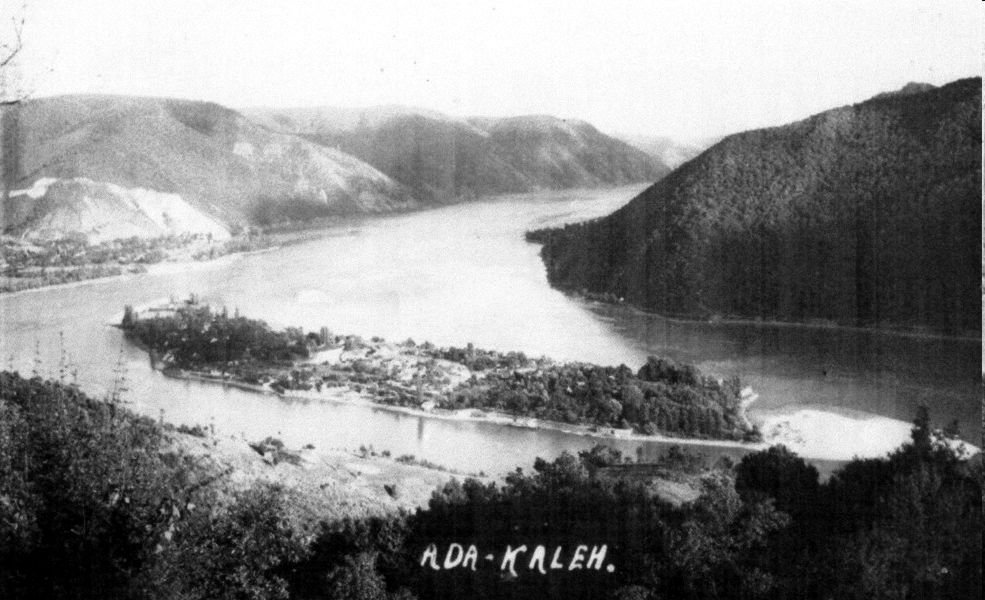
Un tempo exclave turca, l'isola di Ada Kaleh è stata inondata dalla costruzione della diga del ponte di ferro nel 1971, costringendo i suoi abitanti a migrare in diverse parti della Romania e della Turchia.

L'immigrazione dalla Romania all'Anatolia risale ai primi anni del 1800, quando gli eserciti russi avanzarono nella regione. Durante il periodo ottomano, le maggiori ondate immigratorie avvennero nel 1826 quando arrivarono in Turchia circa 200.000 persone e poi nel 1878-1880 con 90.000 arrivi. Dopo il periodo repubblicano, un accordo stipulato, il 4 settembre 1936, tra la Romania e la Turchia permise a 70.000 turchi rumeni di lasciare la regione della Dobrugia per la Turchia. Negli anni '60, gli abitanti dell'enclave turca di Ada Kaleh furono costretti a lasciare l'isola quando fu distrutta per costruire la centrale idroelettrica che causò l'estinzione della comunità locale attraverso la migrazione di tutti gli individui verso diverse parti della Romania e della Turchia.

## Siria
Nel dicembre 2016 il sottosegretario del ministero degli Esteri turco Ümit Yalçın ha dichiarato che la Turchia ha aperto i suoi confini a 500.000 rifugiati siriani turcomanni in fuga dalla guerra civile siriana.

## Jugoslavia
L'immigrazione dalla Jugoslavia iniziò nel 1800 come conseguenza della rivoluzione serba. Circa 150.000 turchi emigrarono in Anatolia nel 1826 e poi, nel 1867, un numero simile di turchi si trasferì in Anatolia. Nel 1862-1867 gli esuli musulmani dal Principato di Serbia si stabilirono nel Vilayet di Bosnia. Dopo la proclamazione della Repubblica di Turchia, 350.000 turchi arrivarono in Turchia tra il 1923 e il 1930. Altre 160.000 persone immigrarono in Turchia dopo l'istituzione della Jugoslavia comunista dal 1946 al 1961. Dal 1961, gli immigrati da quella Jugoslavia ammontavano a 50.000 persone.